# Kenji Miyazawa
Kenji Miyazawa (宮沢 賢治?, Miyazawa Kenji; Hanamaki, 27 agosto 1896 – Hanamaki, 21 settembre 1933) è stato un poeta, scrittore e agronomo giapponese del periodo Shōwa.
Personalità eclettica e poliedrica, fu anche pittore e musicista dilettante, nonché studioso di mineralogia e di esperanto. Probabilmente il più importante autore moderno di letteratura per ragazzi giapponese ed uno degli scrittori più letti ed amati nel Sol Levante.

## Biografia
(Kenji Miyazawa, Ame ni mo makezu, 'Non fragile alla pioggia')
Primo dei cinque figli di Masajirō, un facoltoso commerciante titolare di un banco dei pegni ad Hanamaki, nel 1918 si diplomò in agronomia presso la Scuola Superiore di agraria (高等農林学校,?, Kōtō nōrin gakkō) di Morioka, dove fu assistente per tre anni. Nel 1921, a causa del disagio creatogli dall'attività di famiglia, e anche per la sua profonda fede buddhista Nichiren, in contrasto con quella buddhista Jōdo del padre, si trasferì a Tokyo, dove prese definitivamente coscienza anche della propria vocazione per la scrittura, inizialmente scelta quale ulteriore strumento di divulgazione della dottrina e per facilitarne la comprensione. Tuttavia, dopo otto mesi nella capitale, trascorsi lavorando in una casa editrice e soprattutto a diffondere gli insegnamenti del monaco Nichiren, ritornò nella città natale per assistere la sorella Toshiko, gravemente ammalata. Qui, nel dicembre 1921, trovò impiego come insegnante di scienze agrarie presso il locale liceo e, con lo stipendio guadagnato, nel 1924 finanziò la pubblicazione della sua prima raccolta di racconti e fiabe per ragazzi, Chūmon no ōi ryōriten (注文の多い料理店,? 'Un ristorante pieno di richieste'), oltre che di una parte della raccolta di versi liberi Haru to shura (春と修羅,? 'La primavera e gli Asura'). Malgrado le due opere non avessero incontrato il favore di un editore, furono comunque notate con ammirazione dallo scultore-poeta Kōtarō Takamura e dal poeta Shinpei Kusano, che introdussero il giovane Miyazawa nel mondo artistico e letterario dell'epoca.

Dal 1926 in poi, pur continuando a scrivere, egli si dedicò strenuamente anche a migliorare le condizioni di vita, sia materiali che spirituali, dei contadini della natia prefettura di Iwate, la cui povertà e disperazione l'avevano colpito sin da bambino, quando li vedeva frequentare il banco dei pegni del padre. Lasciò quindi l'insegnamento ad Hanamaki per fondare l'associazione Rasu chijin kyōkai (羅須地人協会?), con sede in una casa di campagna della famiglia, dove prese ad insegnare agronomia, lettere e musica ai figli dei contadini, coinvolgendoli anche in numerose attività culturali e naturalistiche.

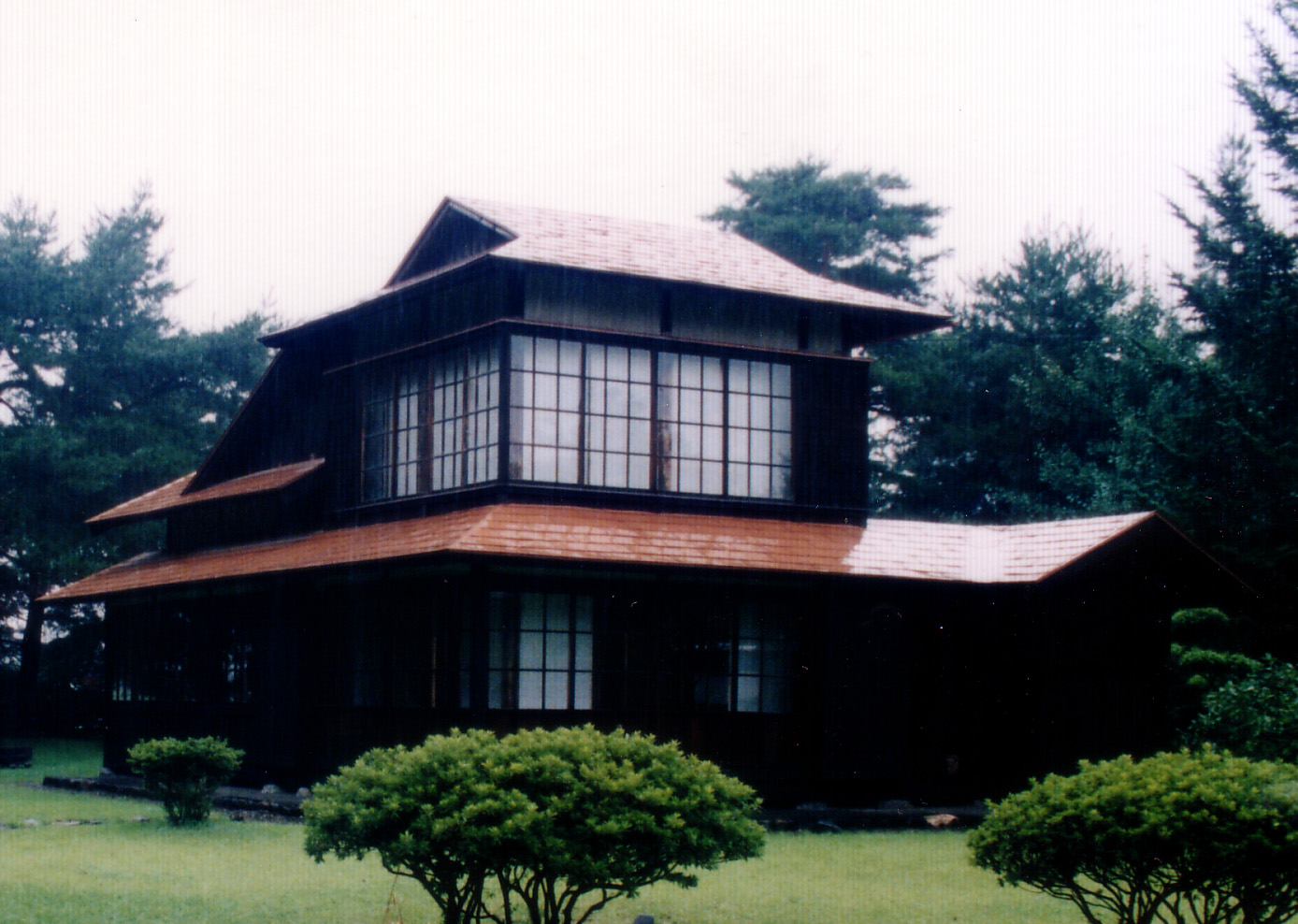
La casa di campagna sede del Rasu chijin kyōkai in Iwate.

Tra i suoi racconti più noti, Kaze no Matasaburō (風の又三郎,? 'Matasaburō del vento') del 1924, Ginga tetsudō no yoru (銀河鉄道の夜,? 'Una notte sul treno della Via Lattea') dello stesso anno, dalle cui continue revisioni, peraltro, traspare anche il suo interesse per l'esperanto (conosciuto nel 1926 a seguito dell'incontro con l'ambasciatore finlandese Gustaf John Ramsted, esperantista) e Gusukō Budori no denki (グスコーブドリの伝記,? 'La biografia di Gusukō Budori') del 1932, pubblicato nello stesso anno sulla rivista Jidō bungaku ('Letteratura per l'infanzia'), ultima versione di un racconto scritto già nel 1922 con il titolo Pen-nen-nen-nen Nenemu.
Malato da tempo di tubercolosi, che lo costringeva spesso a lunghi periodi di riposo, morì nel 1933 all'età di 37 anni.

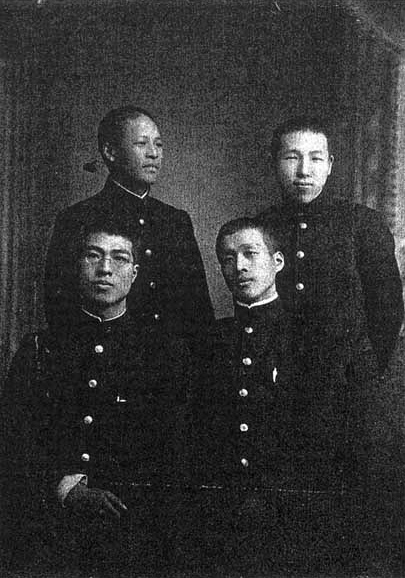
Kenji Miyazawa (in alto a destra) con gli altri redattori della rivista studentesca di agronomia "Azalia", 1917.

## L'opera
Ignorato e misconosciuto in vita, Kenji Miyazawa ha scritto soprattutto racconti e fiabe per ragazzi (童話,?, dōwa), oltre che moltissimi tanka (短歌?) e versi sciolti da lui stesso definiti shinshō sketch (sketch dell'immaginazione), la maggior parte dei quali è stata scoperta e pubblicata postuma, grazie ad un paziente lavoro di ricerca ed esegesi condotto su migliaia di pagine manoscritte, l'ultima delle quali rinvenuta nel 2009. Il primo riconoscimento e la notorietà giunsero, in particolare, con la pubblicazione della raccolta di versi Ame ni mo makezu (雨ニモマケズ,? 'Non fragile alla pioggia'), inclusa nell'antologia poetica nazionale Tokiwagi (常盤木?) nel 1942. Molte sue opere sono state quindi tradotte in diverse lingue, ed oggi vedono un notevole numero di lettori. I temi della poetica di Miyazawa, filantropo naturalista, sono frutto di una peculiare commistione dei suoi vari interessi e conoscenze, espressione di una vasta cultura, caratterizzata da inediti collegamenti tra religione (intesa più come spiritualità), scienza, filosofia, musica e letteratura, da cui l'incomprensione dei contemporanei verso la sua opera, testimoniata, per esempio, dal rifiuto di pubblicare alcune sue opere oppostogli da Miekichi Suzuki, direttore dell'epoca della prestigiosa rivista di letteratura per l'infanzia Akai tori ('L'uccello rosso'). Tra le sue fonti di ispirazione si annoverano, tra l'altro, il Sutra del Loto  (法華経,?, Hokke-kyō), il socialismo e la cultura contadina, il pensiero filosofico di Henri Bergson, le scienze naturali ed agrarie.

## Riconoscimenti
In memoria della sua vita e delle sue opere, dal 1982 nella città di Hanamaki ha sede il Kenji Miyazawa Memorial Museum, dove sono raccolti manoscritti, oggetti, dipinti e testimonianze dell'autore. Gli è stato anche dedicato un asteroide, 5008 Miyazawakenji .

## Influenze
La sua vita e la sua opera, così innovativa ed eclettica, hanno ispirato molti artisti e pensatori posteriori, in direzioni a volte anche contrastanti. L'esaltazione del sacrificio personale in nome del bene del popolo, soprattutto dei contadini, coincise, ad esempio, con ideali ed attività socialiste, e fu strumentalizzata, sia in Giappone che in Manciuria, da chi intendeva considerare Miyazawa un precursore del populismo agrario prebellico; nel periodo bellico e nel dopoguerra, invece, molte sue opere furono sfruttate al fine di propagandare e valorizzare in tempi di crisi economica l'etica della vita frugale. A testimoniare l'influenza culturale postuma dell'opera di Miyazawa sta poi la gran quantità di adattamenti e trasposizioni di suoi lavori in diverse forme artistiche, come film e anime. Tra questi vanno ricordati i lungometraggi animati Sero hiki no Gōshu (セロ弾きのゴーシュ,?, Gōshu il violoncellista) ed Heisei tanuki kassen ponpoko (平成狸合戦ぽんぽこ,?, Pom Poko), tratto dal racconto giovanile Futago no hoshi (ふたごの星,? 'Le stelle gemelle'), entrambi di Isao Takahata, Ginga tetsudō no yoru e Gusukō Budori no denki di Gisaburō Sugii, e Kaze no Matasaburō, già trasposto in un film nel 1940 dal regista Kōji Shima, e poi ripreso per un OAV da Rintarō nel 1988.
Nel 1996, nel centesimo anniversario della sua nascita, venne realizzato Ihatov gensō: Kenji no haru (イーハトーブ幻想 賢治の春,? 'Il fantastico mondo di Ihatov [Iwate in esperanto]: la primavera di Kenji'), mediometraggio animato, scritto e diretto da Shōji Kawamori. Altro mediometraggio ispirato all'opera di Miyazawa è Chūmon no ōi ryōriten, film d'animazione a pupazzi tratto dall'omonimo racconto, ideato e realizzato da Tadanari Okamoto e Kihachirō Kawamoto.
Nel 2023 il regista Izuru Narushima ha dedicato alla storia della vita di Miyazawa il biopic Father of the Milky Way Railroad basato sul romanzo di Yoshinobu Kadoi.

## Edizioni italiane
In italiano sono state pubblicate diverse opere di Kenji Miyazawa. La prima è stata la fiaba Asa ni tsuite no dōwa teki kōzō (朝 についての童話敵構造,? 'Favola di una mattina riguardo ad una struttura nemica'), edita nel 1994 da Giunti Editore con il titolo Allarme! Allarme! (ISBN 88-09-20417-4), seguita dalla raccolta Una notte sul treno della Via Lattea e altri racconti (Marsilio Editori, ISBN 88-317-6033-5), mentre nel 1996 è stata pubblicata la raccolta Il violoncellista Gōshu e altri scritti (La Vita Felice, ISBN 88-86314-77-9). Inoltre, la rivista di studi orientali Il Giappone ha pubblicato i racconti Futago no hoshi ('Le stelle gemelle') (vol. XXXVII, 1997, p. 129) e Kari no dōji ('Il bambino oca') (vol. XXXVIII, 1998, p. 205). Nel 2011 Volume Edizioni ha pubblicato in formato ebook la fiaba Ryū to shijin (竜と詩人?) con il titolo Il drago e il poeta (ISBN 978-88-97747-01-7). Nel 2018 Atmosphere libri ha pubblicato l'antologia Le stelle gemelle e altri racconti (ISBN 978-88-6564-254-2), mentre nel 2022 ancora Marsilio ha pubblicato Matasaburo del vento e altri racconti (ISBN 978-8829714902).